# Darryl Jones
Darryl Jones (* 11. prosince 1961 Chicago, Illinois USA) je americký baskytarista. V osmdesátých letech hrál s Milesem Davisem na albech Decoy (1984) a You're Under Arrest (1985). Po odchodu Billa Wymana v roce 1993 spolupracuje se skupinou The Rolling Stones. V současné době je rovněž členem skupiny Stone Raiders.